# 大憲章

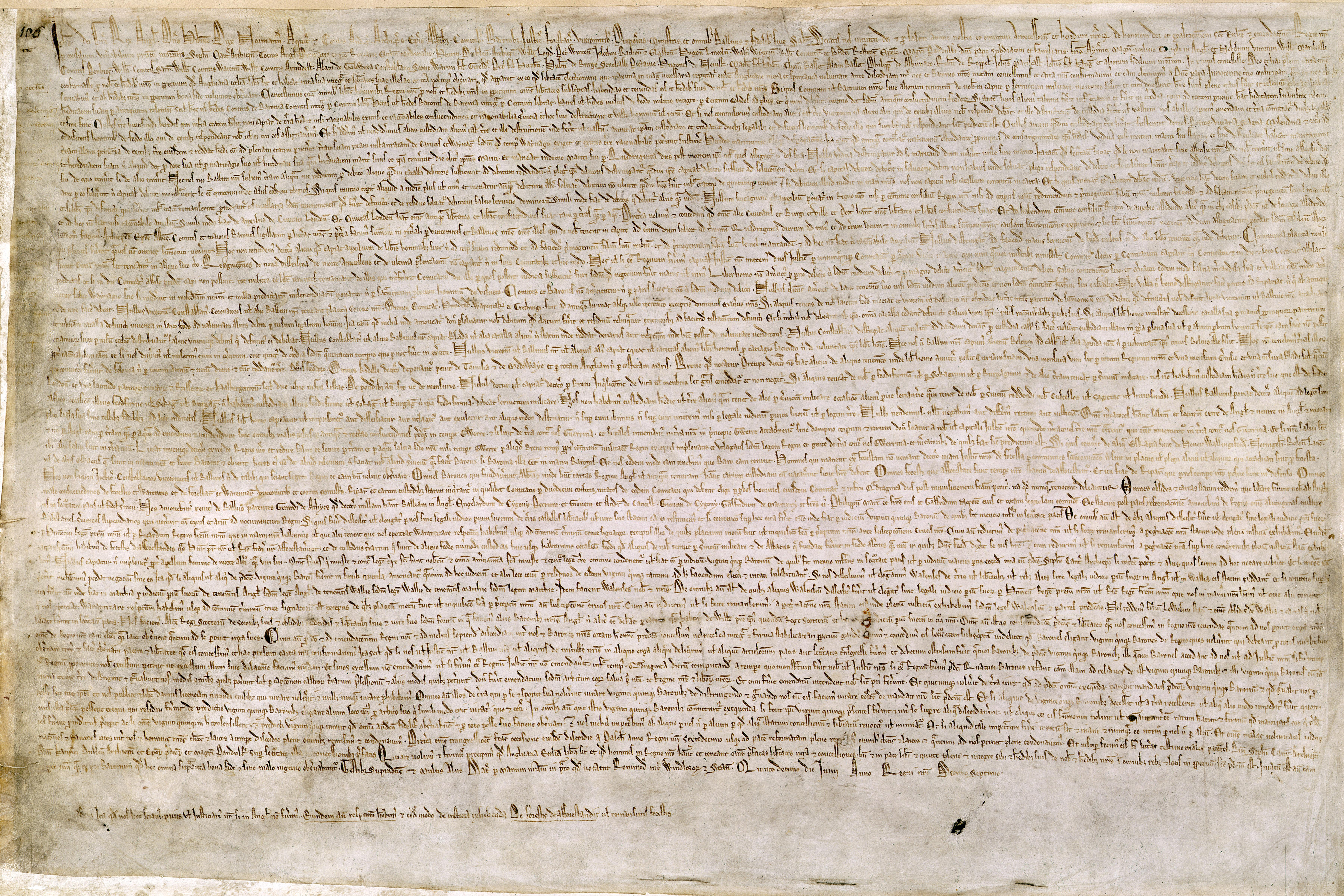
1215年的《大憲章》以法律限制了英國王室的絕對權力。

《大憲章》（拉丁語：Magna Carta），又称作《自由大宪章》（拉丁語：Magna Carta Libertatum），是英格兰国王約翰最初於1215年6月15日，在温莎附近的兰尼米德訂立之以拉丁文书写的政治性授权文件；裏面曾有涉及削弱英國王室權力的條文，但在之後的版本中被修訂。1225年首次成为法律。1297年的英文版本至今仍然是英格兰、威尔士之有效法律。

## 簡介
这份由坎特伯雷總教區總主教史蒂芬·朗顿起草的《大憲章》，乃封建貴族用來對抗英國國王（主要是針對當時的約翰）權力的封建權利保障協議。
訂立《大憲章》的主因是教宗、英王約翰及封建貴族對王室權力出現意見分歧。《大憲章》要求王室放棄部分權力，保护教会的权力，尊重司法過程，接受王權受法律的限制。《大憲章》是英格蘭議會接收國王行政及立法權的端點。
約翰死后，亨利三世的摄政政府为了争取支持，在删除了一些比较极端的条款后，于1216年重新颁布了《大宪章》。到1217年第一次诸侯战争结束时，亨利三世颁布的《大宪章》成为了停战协议的一部分。
1225年，由于资金匮乏，亨利再次颁布了《大宪章》，以此换取征收新税的权力。亨利三世的儿子爱德华一世在1297年也采取了同样的措施，爱德华一世确认了《大宪章》是英格兰成文法的一部分。

## 歷史
諾曼人於1066年開始入侵英格蘭，在征服者威廉成為英國的國王後，於十一及十二世紀逐漸強大。他們建立的集權政府，加上本地盎格鲁-撒克逊人原來的統治方法，還有盎格鲁人和諾曼人在諾曼第所擁有的土地，使英格兰國王在1199年成為歐洲最有權力的國王。當英王約翰在十三世紀初即位之後，一連串的事件卻令英格蘭的封建貴族起來反抗他，並要求限制絕對的王權。
彼時，英王約翰受到的壓力來自三方面：
1. 是他奪得王位的手法遭人非議，前任英王獅心王理查在1199年死後无子，出現兩名繼承人，即理查的侄子阿尔蒂尔，和理查的弟弟约翰。約翰將阿尔蒂尔囚禁，之後阿尔蒂尔便失去音訊。很多人認為約翰是暗殺了他的親人以取得王位。阿尔蒂尔的姐姐埃莉诺亦被约翰囚禁。
2. 約翰與教皇就坎特伯雷總教區總主教的任命產生爭執，聖座於是绝罚了約翰，約翰被迫於1213年向聖座屈服，宣布自己为教宗的封臣；
3. 當時法國國王佔領了英國在諾曼第大部份的土地，英國的貴族要求國王夺回領土，而为了支持战争开支，约翰则向贵族征收各种各样的税赋；

1214年7月，约翰在布汶战役中失利，他被迫向法国支付赔偿金。
1215年1月，约翰在伦敦召开会议，商讨改革的可能性。
1月15日，约翰再次发布特许状，进一步确认教会的选举自由，承诺无论习惯如何，教会都享有完全的自由选举权，同时将特许状送往罗马请教宗依诺增爵三世加以确认。
6月10日，英格蘭的封建貴族在倫敦聚集，挾持英格蘭國王約翰。約翰被迫贊成貴族提出的《男爵法案》（Articles of the Barons）。
6月15日，約翰在蘭尼美德為法案蓋上王室的蓋章，貴族在4日後（6月19日）重申效忠約翰。最後王室秘書將國王與貴族間的協議正式成立，即成為《大憲章》初本，並將副本抄送至各地，由指定的王室官員及主教保存。
1215年的《大憲章》中，最為重要的條文是第六十一條，即所謂“安全法”。根據該條的規定，由二十五名貴族組成的委員會有權隨時召開會議，具有否決國王命令的權力；並且可以使用武力，佔據國王的城堡和財產。這種權力是出自中古時期的一種法律程序，但加之於國王卻是史無前例。英王約翰無意接受《大憲章》的約束，他是在武力脅迫之下才被迫在文件上簽署，特別是第六十一條幾乎褫奪了所有的王權。按《大宪章》，约翰需要释放威尔士和苏格兰的人质，如苏格兰公主玛格丽特、伊索贝尔。就在貴族離開倫敦，各自返回封地之後，約翰立即宣佈廢棄《大憲章》，教宗諾森三世亦訓斥《大憲章》為“以武力及恐懼，強加於國王的無恥條款”，教宗否定了任何貴族對權力的要求，又稱這樣做破壞了國王的尊嚴，第一次男爵战争因此而爆发。
1216年10月18日，約翰在內戰正酣時病死，9歲的亨利三世即位，王室人員希望年幼的新王會為貴族所接受。已经32岁的埃莉诺仍被囚禁，没有贵族主张她继位。新王即位後，戰事終結。
10月12日，王室大臣以亨利的名義再發出《大憲章》，但當中部分條款，包括第六十一條都被刪去。
之後於1217年和1225年，亨利三世都曾再次發布《大憲章》。1225年的一次由18歲的亨利親自發出，並刪除至只有三十七條。
亨利三世統治五十六年後，在1272年逝世。他逝世時，《大憲章》已成為既定的英國法律，日後的英國君主亦難以像約翰一樣將它完全推翻。亨利三世的兒子，爱德华一世在1297年10月12日發布最後一次修訂的《大憲章》，作為《肯定法案》的一部分。

## 1215年的《大憲章》
1215年6月10日，约翰与反叛者的首领在兰尼米德会晤。兰尼米德距温莎城堡的皇家森林和反叛者在斯坦斯的大本营都不远。反叛者向约翰出示了他们起草的改革要求草案，亦即《男爵法案》。在接下来的十天中，坎特伯里总教区的总主教斯蒂芬·朗顿将“男爵法案”的条款转换成了一份停战协定，也就是后来的《大宪章》。6月19日，反叛者重新宣誓效忠约翰国王，《大宪章》的抄本被分发至各地。
1215年的《大憲章》確立了一些英國貴族享有的政治權利與自由，亦保障了教會不受國王控制；同時改革了法律和司法，限制了國王及王室官員的行為。憲章內大部分的內容是從亨利一世時所頒佈的《自由宪章》抄寫過來。《自由憲章》是亨利一世1100年加冕時頒佈，它限制了國王對如何對待教會及貴族，基本上給予了教會及貴族一定的權利。
最初的《大憲章》有六十三條條款，當中大部分是針對十三世紀當時的狀況而訂，例如限制王室狩獵範圍等等。而當中影響最為深遠的是第三十九條，由它衍生了人身保護的概念：「除非經過由普通法官進行的法律審判，或是根據法律行事，否則任何自由的人，不應被拘留或囚禁、或被奪去財產、被放逐或被殺害」。根據這個條文的規定，國王若要審判任何人，只能依據法律；而不能以他的私人喜好來進行。王權因而受到了限制，但仍不能視為是日後近代國家君主立憲的雛形。在未曾受审的情况下，被视为可能威胁到王位的埃莉诺直到1241年去世亦未獲釋。
被历史学家称为“第六十一条”或者“安全条款”的条款规定，一个由25名贵族组成的委员会将会监督、确保约翰国王遵守《大宪章》的规定。如果在委员会提出国王违反了《大宪章》後40天内，约翰仍不遵守《大宪章》的规定，这25名贵族有权根据第六十一条的规定没收约翰的城堡和土地，直到国王改正自己的行为。从某种意义上来说，这个条款并不是前所未有的，其他国王也曾承认，如果国王没有遵守自己的义务，个人有权拒绝臣服国王。然而，《大宪章》正式确立了一种对国王施以集体强制的方式。贵族们试图强迫约翰遵守《大宪章》，但是由于“第六十一条”对待国王的方式过于严苛，这一版的《大宪章》难以持久。
约翰和贵族互不信任，双方也没打算认真执行和约。被选入25人委员会的贵族全都参加过反叛，而且其中很多人还以各种理由拒不解散自己的军队。之后，被没收土地的贵族和保皇派贵族之间产生了分歧。
约翰于6月向教宗依诺增爵三世求助，宣称《大宪章》教宗作为封建领主的权利。贵族们拒绝根据和约的约定在8月15日之前向约翰投降。8月，教宗的命令传达到了英国。教宗的特使对反叛的贵族施以了绝罚，并且暂停了朗顿在教会中的职务。由于教宗的命令成文于《大宪章》之前，在得知《大宪章》的内容之后，教宗在一封日期为8月24日的信件中宣布，约翰被迫接受的这份《大宪章》“不仅不道德、有辱人格，而且是非法的、不正义的”，《大宪章》是“永远无效的”。在“绝罚”的威胁之下，国王没有遵守《大宪章》的规定，贵族们也没有去试图执行《大宪章》。
至此，双方之间的冲突正式爆发，距离签订《大宪章》还不足三个月，国王和保皇派贵族就拒绝承认《大宪章》，第一次诸侯战争爆发。反叛者认为与国王和解已无可能，于是他们向腓力二世的儿子路易，也就是后来的路易八世寻求帮助，承诺拥立他作为英格兰的国王。战争很快陷入了僵局，约翰在10月18日因病驾崩，亨利三世继承了英格兰的王位。

## 1216年的《大憲章》
作为停战协定，1215年的《大宪章》并未取得成功。亨利三世的新政府决定再次使用《大宪章》作为取得反对派支持的手段。约翰国王在临死前指定一个由13个执行人组成的委员会辅佐亨利，并且指定英格兰最著名的骑士威廉·马歇尔担任亨利的监护人。威廉·马歇尔后来向亨利授封了骑士。10月28日，亨利在格洛斯特大教堂加冕，由教廷特使瓜拉·比基耶里行涂油礼。
亨利即位时，英格兰约有一半的国土被反叛者占领。亨利得到了瓜拉·比基耶里的全力支持，瓜拉·比基耶里希望亨利能够赢得内战，对反叛者进行惩罚。瓜拉·比基耶里加强英格兰和教宗联系的第一步就是亨利的加冕仪式。亨利在加冕仪式上宣誓效忠教宗，承认教宗是自己的封建领主。教宗洪诺留三世宣布亨利为教宗的封臣，教廷特使全权负责保护亨利和亨利的王国。亨利宣布自己参加十字军，成为一名十字军战士，他也借此获得了罗马的特别保护。
对于保皇派和路易双方而言，取得战争的胜利皆非易事。亨利鼓励反叛的贵族投降，并且承诺會归还他们的土地，同时，亨利在1215《大宪章》的基础上删除了某些条款之后，又颁布了一个版本《大宪章》。但是亨利的举动却没有收到成效，反叛愈演愈烈。

## 1217年的《大宪章》
1217年2月，返回法国召集援军。在他离开英格兰的这段时间里，路易的法国部属和英格兰的追随者之间产生了分歧，瓜拉主教也在此时宣布亨利与反叛者之间的战斗，在性质上与十字军东征相同。瓜拉主教这一声明给反叛者带来了很大的打击，战争开始向有利于亨利的方向发展。路易在4月底返回英国。5月，路易部署在北方的军队被威廉·马歇尔在林肯战役中击败。
于此同时，法国国内对路易的支持也不如从前，路易认为自己已经失败。路易与红衣主教瓜拉进行和谈，同意不再谋取英格兰国王的王位，作为交换条件，路易的追随者能够取回被没收的土地，并且取消所遭受的绝罚，同时，亨利应当遵守在之前颁布的《大宪章》。
由于尚未达成任何协议，所以路易和他剩余的部队继续在伦敦等待法国援军的到来。8月，路易盼望已久的援军被保皇派在桑威治拦截并击败。路易不得不重新开始了和谈。1217年9月12日，交战双方达成了《兰贝斯和约》（又称《金士顿和约》）。《兰贝斯和约》的内容与之前的协议类似，不同之处在于，《兰贝斯和约》没有恢复参加叛乱的神职人员的职位和财产。和约规定，路易交出英格兰占领的土地，亨利不对反叛者施加惩罚，路易的追随者被允许享有传统的权利。路易遵守和约规定离开了英格兰，之后参加了法国南部的阿尔比十字军。
1217年11月6日，威廉·马歇尔主持再次重新发布了《大宪章》。1217年《大宪章》在1216《大宪章》基础上增加了保护贵族财产的条款、限制国王征税权的条款。针对皇家森林的管理问题还有很多争议：皇家森林是王室收入的重要来源，并且有自己独立的司法体系。森林法庭和皇家森林的边界是争议的核心。《森林宪章》作为1217《大宪章》的补充文件就是专门用来解决这些争议的。《森林宪章》赦免了已经发生的与皇家森林相关的犯罪，对森林法庭的权力进行了约束限制，复核了皇家森林的边界。

## 影響
雖然第一次發佈的《大憲章》只維持了數星期，但在約翰死後多次重新發佈，使之成為永久法律；《大憲章》亦成為了日後英國政治秩序的基石。雖然，亨利三世及其繼承人曾多次避開及破壞《大憲章》的規定，使得實際上中世紀英國王室的王权在《大憲章》之下，仍然是有增無減。不過，中世紀時期的英國國王亦曾三十次重新發布《大憲章》，《大憲章》僅是國王與封建領主間的封建權利保障協議，是發展到今日聯合王國「君主議會內閣制度」演化的軌道，是世俗權力對決及妥協的結果，這漫長的演化就是下議院分解國王及貴族上議院的過程。
十七世紀，國王與英格蘭議會之間各種爭執尖銳化，爆發英國內戰，《大憲章》發揮了保障私有財產的作用，不允許未經議會的同意任意加稅支應戰爭的開支。根據憲章的內容多次修訂而成的法律，保障更多的權利和涵蓋更多的人民，1642至1688年，是英格蘭議會內閣制度演化的關鍵期間，最後成為立法權和行政權相結合獨特的英格蘭「君主議會內閣制度」，這吸引了法蘭西孟德斯鸠的關注研究，1748年以匿名發表《論法的精神》，在法國大革命後演變成現代的三權分立君主立憲內閣制度之理論依據。《大憲章》演變至今，雖然只有開篇數句、中間三條條文及結束語仍然有效，其餘三十四條都已被廢除，1297年發佈的《大憲章》至今仍是英國法律的一部分。《大憲章》的實際法律效用已很微小，只在司法過程中偶尔被控辯雙方和法官引用。但不少日後編成的政府憲法，包括《美國憲法》，都是起源自《大憲章》保障私有財產的觀念。
以前每次英王發佈《大憲章》，都會抄送多份到各地，這些抄本部分被帶到北美殖民地，保存至今。

## 現存文件
約翰於1215年簽署的第一份《大憲章》並未被保存下來，只有四份同時期的抄本現仍分别存放在大英图书馆、林肯大教堂和索尔兹伯里大教堂，另外還有13份1297年以前的《大憲章》現也仍被保存。
1952年，澳洲政府以12,500英鎊購得一份1297年的《大憲章》，放在首都坎培拉的國會展覽。
1984年，美國富商罗斯·佩罗亦購得一份1297年的《大憲章》，現放在首都華盛頓國家資料館，與獨立宣言及美國憲法一同展出。
2015年2月3日，为了纪念《大宪章》颁布800周年，1215年《大宪章》的四份抄本在大英图书馆同时展出。
2015年6月15日，Google在首页放上了纪念《大宪章》诞生800周年的涂鸦。
2015年6月25日，美国胡佛研究所举办「自由的基础：大宪章800年」研讨会。
2025年美國哈佛大學法學院於1946年倫敦拍賣會以27.5美金購入的大憲章複製品文件，被學者證實為1300年愛德華一世簽署的7份正本之一。